# Rutilia albovirida
Rutilia albovirida är en tvåvingeart som beskrevs av Malloch 1929. Rutilia albovirida ingår i släktet Rutilia och familjen parasitflugor. Inga underarter finns listade i Catalogue of Life.